# Little Red River 106D
Little Red River 106D är ett reservat i Kanada.   Det ligger i provinsen Saskatchewan, i den centrala delen av landet, 2 300 km väster om huvudstaden Ottawa. Little Red River 106D ligger vid sjön Bell Lake.
I omgivningarna runt Little Red River 106D växer i huvudsak blandskog. Trakten runt Little Red River 106D är nära nog obefolkad, med mindre än två invånare per kvadratkilometer.